# Ion Brad

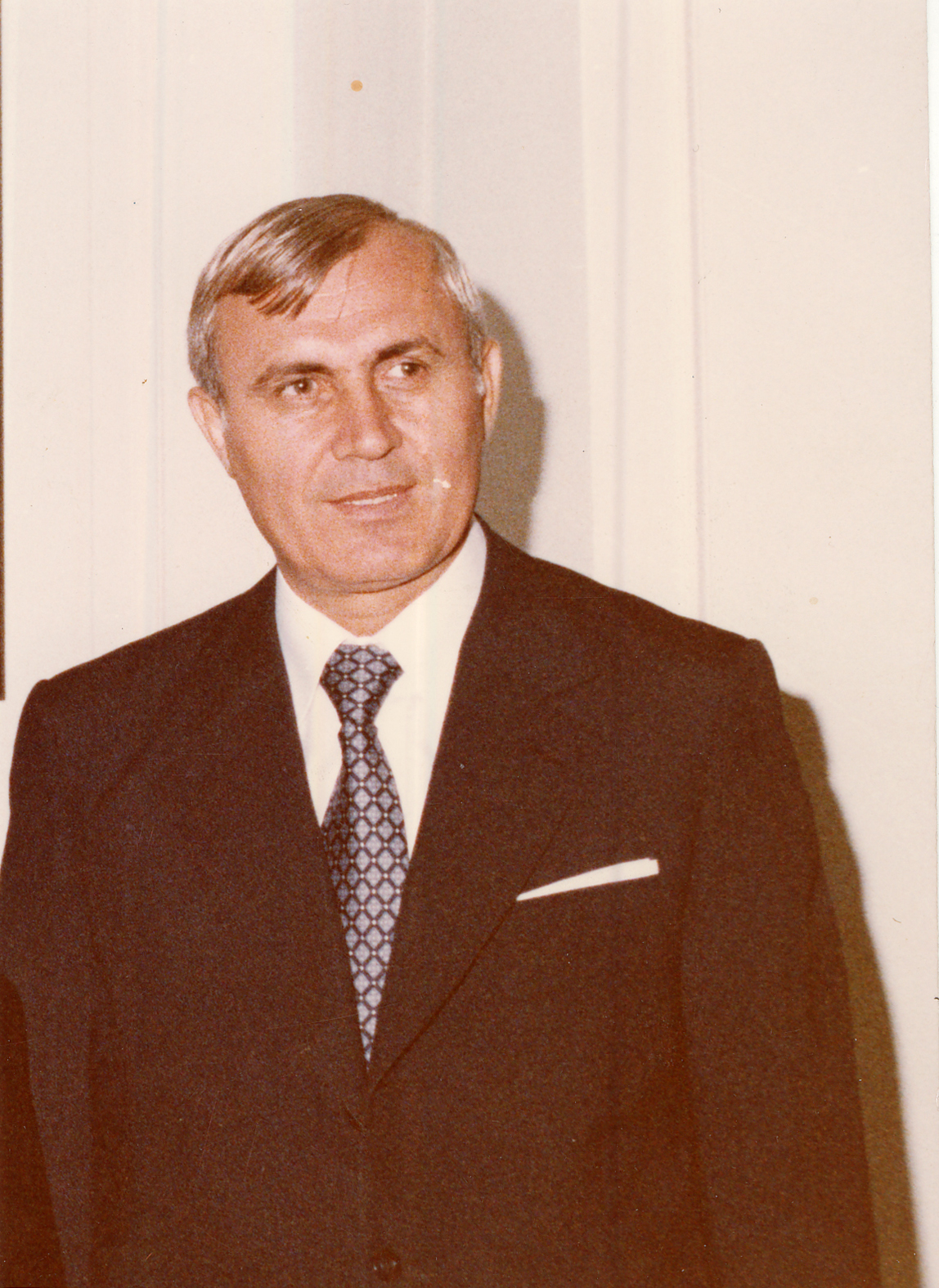
Ion Brad

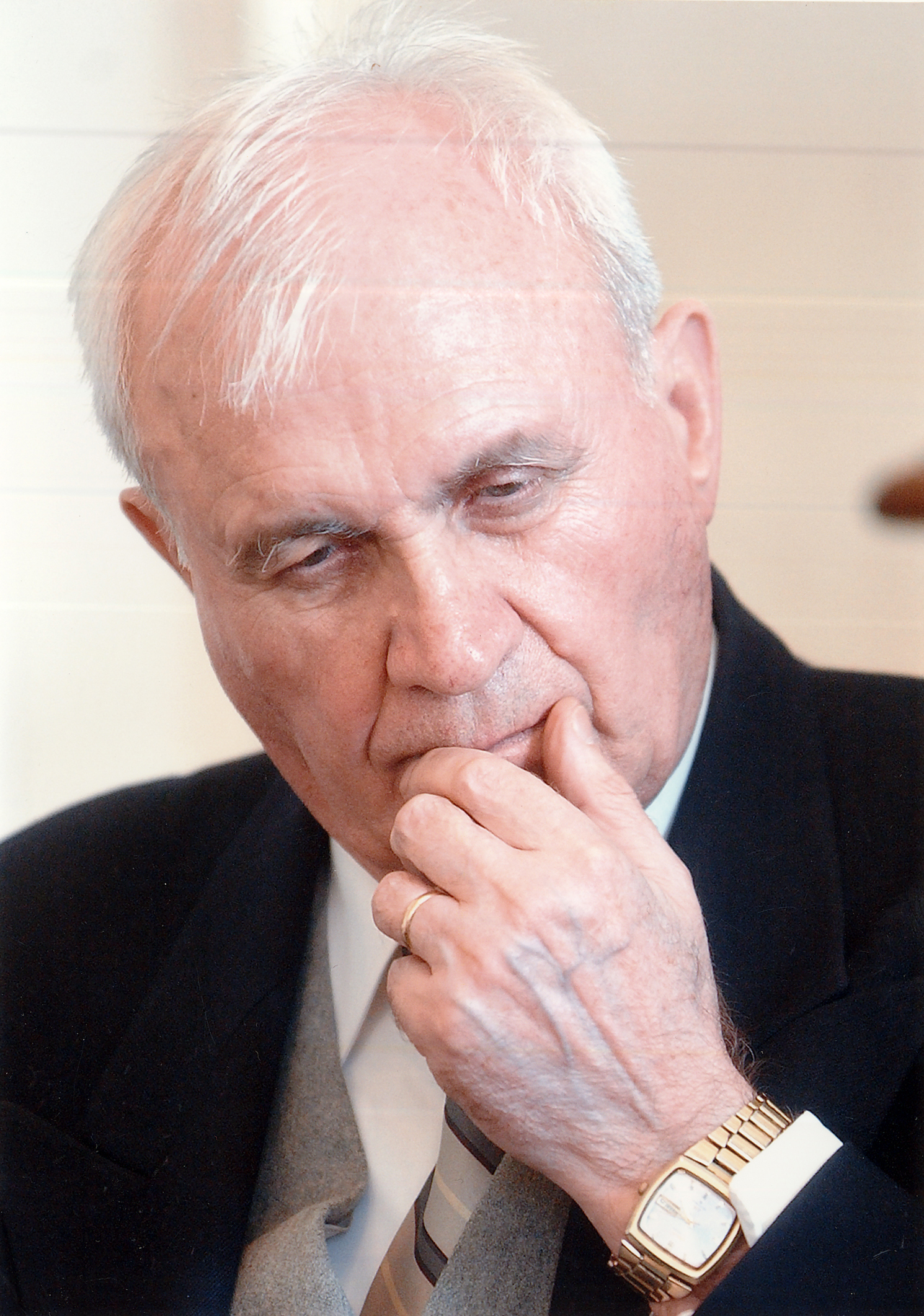
Ion Brad la aniversare - 85 de ani

Ion Brad (n. 8 noiembrie 1929, Pănade, România – d. 6 februarie 2019, București, România) a fost un diplomat, poet, eseist, romancier, memorialist, traducător și scriitor român, unul din exponenții realismului socialist (mai ales în poezie) în anii 1950 și 1960, dar devenit scriitor de orientare din ce în ce mai diferită ulterior.